# Télémaque Lambrino
Télémaque Lambrino (Odessa, 27 octobre 1878 – Leipzig, 25 février 1930) est pianiste et un pédagogue. Né de parents grecs, il a principalement travaillé en Allemagne.

## Biographie
Il commence son éducation musicale d'abord avec Dmitri Klimov à Odessa, plus tard avec Berthold Kellermann, Anton Beer-Walbrunn et Josef Rheinberger à l'Akademie der Tonkunst de Munich. Il subit aussi l'influence d'une élève de Rubinstein, Maria Teresa Carreño à Berlin.
Après 1900, Lambrino reprend la gestion des classes de maître, tant au Bruno Heydrich Konservatorium für Musik à Halle (de février 1905, avec des interruptions, jusqu'en 1915) et au Thüringer Landes-Conservatorium d'Erfurt. Après une courte période au Conservatoire de Moscou, en 1908 et 1909, Télémaque Lambrino s'installe finalement à Leipzig, où il donne seulement des leçons privées, sans jamais appartenir au prestigieux conservatoire local. De 1918/19 à 1924, Lambrino enseigne des classes de piano au Conservatoire Klindworth-Scharwenka de Berlin.
En plus de ses activités d'éducateur musical, Lambrino a consacré une longue carrière de soliste et devient un des pianistes les plus recherchés de son temps. En 1902, l'artiste effectue une tournée dans toute l'Europe et en Russie. Karl Straube décrit ainsi Télémaque Lambrino dans une notice nécrologique : « Il peut être compté parmi les plus doués de ce siècle. [...] Qui vient de son école peut se vanter d'avoir reçu un cadeau vivant jusque dans les derniers mouvements et les émotions de la musique. »
Un enregistrement Welte-Mignon daté de 1905 de la marche militaire de Franz Schubert dans la transcription à deux mains de Carl Tausigs a été conservé.